# Nacionalno prvenstvo ZDA 1946
Nacionalno prvenstvo ZDA 1946 v tenisu.

## Moški posamično
Jack Kramer :  Tom Brown Jr.  9-7 6-3 6-0

## Ženske posamično
Pauline Betz Addie :  Patricia Canning Todd  11-9, 6-3

## Moške dvojice
Gardnar Mulloy /  Bill Talbert :  Don McNeill /  Frank Guernsey 3–6, 6–4, 2–6, 6–3, 20–18

## Ženske dvojice
Louise Brough /  Margaret Osborne :  Patricia Todd /  Mary Arnold Prentiss 6–1, 6–3

## Mešane dvojice
Margaret Osborne /   Bill Talbert :  Louise Brough /  Robert Kimbrell 6–3, 6–4